# Reforma Taika
Las Reformas Taika (大化の改新 Taika no Kaishin?) fueron un conjunto de doctrinas establecidas por el emperador Kōtoku en el año 645. Fueron escritas poco después de la muerte del Príncipe Shōtoku y la derrota del Clan Soga, uniendo a Japón. Las reformas también marcaron artísticamente el final del período Asuka y el comienzo del período Hakuhō.  El príncipe heredero Naka no Ōe (que más tarde reinaría como emperador Tenji ), Fujiwara no Kamatari, y el Emperador Kōtoku emprendieron conjuntamente los detalles de las Reformas. El emperador Kōtoku entonces tomó el nombre "Taika" (大化?), o "Gran Reforma".
La reforma comenzó con la reforma agraria, basada en ideas y filosofías confucianas de China, pero el verdadero objetivo de las reformas era lograr una mayor centralización y potenciar el poder de la corte imperial, que también se basaba en la estructura gubernamental de China. Enviados y estudiantes fueron enviados a China para aprender todo, desde el sistema de escritura chino, la literatura, la religión y la arquitectura, hasta los hábitos dietéticos en este momento. Incluso hoy en día, el impacto de las reformas todavía se puede ver en la vida cultural japonesa.

## Origen
Después de que la regencia de Shōtoku Tenchi terminó, el clan Soga, del cual derivó la ascendencia de Shōtoku, tomó la hegemonía de la corte de Yamato. El clan se opuso al hijo de Shōtoku Yamashiro Ōe y lo mató en 643. Bajo el reinado de la Emperatriz Kōgyoku, la cabeza del clan Soga, Soga no Iruka, era virtualmente un líder todopoderoso de la corte. Los que estaban en contra de la dictadura de Soga incluían al hermano del emperador Kōtoku, el hijo del emperador, al príncipe Naka no Ōe, junto con su amigo Nakatomi no Kamatari, y su yerno Soga no Ishikawamaro (el primo de Iruka). Ellos confabularon para terminar el régimen de Iruka por un golpe de Estado en 645 (Incidente Isshi). Como Kōgyoku renunció a su trono, Karu ascendió a ser el Emperador Kōtoku. El nuevo emperador, junto con el Príncipe Imperial Naka no Ōe, emitió una serie de medidas de reforma que culminaron en los Edictos de Reforma Taika en 646. En este momento, dos eruditos, Takamuko no Kuromaro y el sacerdote Min (que habían acompañado a Ono no Imoko en viajes a China, donde permanecieron durante más de una década), fueron asignados a la posición de Kuni no Hakase ( 国博士; Doctorado Nacional ). Probablemente tomarían una parte importante en la compilación de estos edictos que en esencia fundaron el sistema imperial japonés y el gobierno. El gobernante, de acuerdo con estos edictos, ya no era un líder de clan, sino el emperador (en japonés, Tenno), que ejercía autoridad absoluta.
Desde el punto de vista actual, la Reforma Taika es vista como un sistema coherente en el que se han armonizado muchos factores inherentemente disonantes, pero los cambios se desarrollaron en una serie de pasos sucesivos a lo largo de muchos años.
Los Edictos de Reforma restringieron severamente la independencia de los funcionarios regionales y constituyeron la corte imperial como un lugar de apelación y queja sobre el pueblo. Además, los últimos edictos intentaron poner fin a ciertas prácticas sociales, con el fin de acercar la sociedad japonesa a las prácticas sociales chinas. Sin embargo, llevaría siglos para que la idea conceptual del emperador chino se arraigara en Japón.